# Bílý šum (film)
Bílý šum (v anglickém originále White Noise) je britsko-americký komediálně-dramatický film z roku 2022, který napsal a režíroval Noah Baumbach podle stejnojmenného románu Dona DeLilla z roku 1985.

## Děj
Jacka Gladneyho, profesora Hitlerových studií na The-College-on-the-Hill, manžela Babette a otce čtyř nevlastních dětí, rozerve „letecká toxická událost“, katastrofální vlaková nehoda, která na jeho město vrhne chemický odpad.

## Obsazení
| Adam Driver        | profesor Jack Gladney |
| Greta Gerwig       | Babette Gladney       |
| Raffey Cassidy     | Debbie                |
| André Benjamin     |                       |
| Alessandro Nivola  |                       |
| Jodie Turner-Smith |                       |
| Don Cheadle        |                       |
| Sam Nivola         |                       |
| May Nivola         |                       |

## Výroba

### Vývoj
Dne 28. července 2004 měl Barry Sonnenfeld režírovat filmovou adaptaci Bílého šumu podle scénáře Stephena Schiffa. Dne 17. října 2016 byl napsáním scénáře a režií filmové adaptace pověřen Michael Almereyda. Dne 13. ledna 2021 vyšlo najevo, že filmovou adaptaci pro Netflix natočí Noah Baumbach a bude ji produkovat společně s Davidem Heymanem a Urim Singerem.

### Casting
Dne 22. prosince 2020 byli do filmu obsazeni Adam Driver a Greta Gerwig. V dubnu 2021 se k obsazení filmu připojili Raffey Cassidy, May Nivola a Sam Nivola. V červnu 2021 vstoupila do jednání o připojení k obsazení Jodie Turner-Smith. Svou účast potvrdila následující měsíc a zároveň prozradila, že si ve filmu zahraje i Don Cheadle. V srpnu 2021 bylo oznámeno, že se k obsazení filmu připojil André Benjamin.

### Natáčení
Hlavní natáčení začalo v červnu 2021 pod názvem Wheat Germ. Natáčení probíhalo v Ohiu, včetně Cleveland Heights, Wellingtonu, Oberlinu, Dorsetu a Perry Township.
Natáčení probíhalo v centru Clevelandu 4. listopadu 2021, scény se natáčely na Hope Memorial Bridge.